# Ernesto Franceschi (hockeista su ghiaccio)
Ernesto Franceschi (Cortina d'Ampezzo, 28 dicembre 1944) è un ex hockeista su ghiaccio italiano.
Giocatore della Sportivi Ghiaccio Cortina vince nel 1964 il campionato italiano di hockey su ghiaccio.
Diventa poi proprietario di un albergo a Cortina.